# Fold (Unix)
fold je příkaz používaný v různých operačních systémech z rodiny Unix-like (Linux, BSD a jiné). Jeho hlavní funkcí je zalamování řádků do maximálního počtu znaků specifikovaných uživatelem.
V linuxových operačních systémech je běžnou součástí balíčku GNU Core Utilities.

## Použití
Základní syntaxe příkazu je:
```
$ fold [VOLBA] Soubor 
```

Použitím příkazu bez specifikování jakýchkoliv voleb je vstup standardně zalomen na šířku 80 znaků. Není-li specifikován ani vstupní soubor, je místo něj použit standardní vstup.
S pomocí volby -w (v dlouhé formě --width) lze měnit počet znaků na řádku před jeho zalomením:
```
$ fold -w 50 lorem.txt
```

Výstup příkazu pak může vypadat takto:
```
Lorem ipsum dolor sit amet, consectetur adipiscing
 elit, sed do eiusmod tempor incididunt ut labore 
et dolore magna aliqua. Ut enim ad minim veniam, q
uis nostrud exercitation ullamco laboris nisi ut a
liquip ex ea commodo consequat. Duis aute irure do
lor in reprehenderit in voluptate velit esse cillu
m dolore eu fugiat nulla pariatur. Excepteur sint 
occaecat cupidatat non proident, sunt in culpa qui
 officia deserunt mollit anim id est laborum.

```

Použití volby  -b  (či jejího delšího ekvivalentu --bytes) lze zalamovat výstup na délku v bajtech. Počet bajtů je však nezbytné stále specifikovat pomocí volby -w.
Třetí volbou, kterou fold nabízí, je -s (v dlouhé formě --spaces), který přikazuje zalamovat pouze na mezerách. To může vést ke stavu, kdy řádek nemá vždy přesně uživatelem specifikovaný počet znaků nebo bajtů:
```
$ fold -w 50 -s lorem.txt
```

Při použití volby -s je uživateli vrácen výstup:
```
Lorem ipsum dolor sit amet, consectetur 
adipiscing elit, sed do eiusmod tempor incididunt 
ut labore et dolore magna aliqua. Ut enim ad 
minim veniam, quis nostrud exercitation ullamco 
laboris nisi ut aliquip ex ea commodo consequat. 
Duis aute irure dolor in reprehenderit in 
voluptate velit esse cillum dolore eu fugiat 
nulla pariatur. Excepteur sint occaecat cupidatat 
non proident, sunt in culpa qui officia deserunt 
mollit anim id est laborum.

```